# Großer Preis von Monaco 1999
Der Große Preis von Monaco 1999 (offiziell LVII Grand Prix Automobile de Monaco) fand am 16. Mai auf dem Circuit de Monaco in Monte Carlo statt und war das vierte Rennen der Formel-1-Weltmeisterschaft 1999.

## Bericht

### Hintergrund
Nach dem Großen Preis von San Marino legten einige Teams Testtage ein, so testeten Ferrari und Minardi in Fiorano, McLaren und Prost testeten in Magny-Cours und Jordan probierte in Lurcy-Lévis neue Aerodynamikteile mit dem Fahrer Andrew Gilbert-Scott aus. 
In der Fahrerwertung führte Michael Schumacher mit vier Punkten vor Eddie Irvine und mit sechs Punkten vor Mika Häkkinen. In der Konstrukteurswertung führte Ferrari mit zwölf Punkten vor McLaren-Mercedes und mit 15 Punkten vor Jordan-Mugen-Honda. 
Luca Badoer reiste zu diesem Rennwochenende mit einer kleineren Handverletzung an. 
Mit Michael Schumacher (dreimal), Häkkinen und Olivier Panis (jeweils einmal) traten drei ehemalige Sieger zu diesem Grand Prix an. 

### Training

#### Donnerstagstraining
Erstmals in dieser Saison holte sich ein anderes Team als McLaren die schnellste Rundenzeit: Michael Schumacher schlug mit einer Zeit von 1:22,718 Minuten seinen Konkurrenten um die Weltmeisterschaft Häkkinen um knapp 13 Hundertstel, dahinter folgen Panis, Irvine, Giancarlo Fisichella und David Coulthard. Frentzen hatte während der Session Probleme mit der Abstimmung des Wagens und erreichte nur den 19. Platz mit einer Zeit von 1:26,336 Minuten. Alle Fahrer waren innerhalb von fünfeinhalb Sekunden platziert.

#### Samstagstraining
Mit einer Zeit von 1:21,249 Minuten holte sich Michael Schumacher vor Irvine, Häkkinen und Rubens Barrichello die schnellste Rundenzeit. Coulthard konnte nicht an die Zeiten anschließen und erreichte nur den 13. Platz mit knapp zwei Sekunden Rückstand. Alle Fahrer lagen innerhalb von vier Sekunden platziert.

### Qualifying
Häkkinen holte sich mit 1:20,547 Minuten die Pole-Position vor Michael Schumacher, welcher um 64 Tausendstel den zweiten Platz erreichte. Dahinter folgen Coulthard, Irvine, Barrichello und Frentzen. Alexander Wurz erreichte den zehnten Platz, rund eineinhalb Sekunden hinter der Bestzeit. Marc Genés Heckflügel riss nach der Tunnelausfahrt ab und verursachte so einen heftigen Unfall, doch Gené konnte unverletzt aussteigen. Alle Fahrer waren innerhalb von viereinhalb Sekunden platziert.

### Warm-Up
Im Warm-Up vor dem Rennen war Michael Schumacher mit einer Zeit von 1:23,792 Minuten um eine halbe Sekunden schneller als sein Teamkollege Irvine sowie Häkkinen und Coulthard. Bis auf Toranosuke Takagi, welcher Probleme mit seinem Wagen hatte, lagen alle Fahrer innerhalb von sieben Sekunden.

### Rennen
Bei der Einführungsrunde machte Jacques Villeneuves Motor Probleme, da er zu überhitzen drohte und Pedro Diniz sowie Gené verloren bei der Startaufstellung Flüssigkeit. Häkkinen fuhr, ähnlich wie beim vorherigen Rennen, eine sehr zügige Einführungsrunde. 
Beim Start konnte Michael Schumacher besser als Häkkinen weg fahren und ging durch die Kurvenaußenseite nach der Sainte Devote in Führung, gefolgt von Häkkinen, Irvine, Coulthard, Barrichello und Frentzen. Beide Ferraris konnten so nach dem Start jeweils einen Platz gut machen. Diese Konstellation blieb bis Runde 35 erhalten, als Coulthard aufgrund von Getriebeproblemen langsamer wurde und später aufgeben musste. Irvine, welcher weiterhin hinter Häkkinen feststeckte, nutzte den Ausfall Coulthards für einen frühen Boxenstopp. In Runde 32 brach vor Kurve fünf die Hinterradaufhängung von Johnny Herbert, doch eine schnelle Reaktion verhinderte einen Unfall und konnte so den Stewart sicher abstellen. In derselben Runde gab auch Villeneuve wegen eines Öllecks auf. Der zweite BAR von Mika Salo musste in Runde 36 nach einem Unfall in Kurve sechs ebenfalls aufgeben. Salo verlor schon in der Kurve davor, der Mirabeau, Öl, wo Häkkinen in Runde 38 ausrutschte und so mehrere Sekunden an Zeit verlor. Dadurch konnte Irvine, der mittlerweile einen Stopp mehr als Häkkinen erledigt hatte, bis auf zwei Sekunden an Häkkinen ran gefahren. In Runde 41 erledigte Michael Schumacher ungestört seinen einzigen Boxenstopp, die Stehdauer betrug 9,9 Sekunden. Selbst nach seinem Stopp lag der Zweitplatzierte Häkkinen rund 20 Sekunden dahinter. 
Durch den Boxenstopp von Häkkinen konnte Irvine den zweiten Platz erreichen und blieb dort bis zum Rennende. Dieses Rennen war der erste Doppelsieg für Ferrari. Häkkinen belegte den dritten Platz und rundete so das Podium ab. Bei der Podiumszeremonie wurde für den Zweitplatzierten Irvine fälschlicherweise die irische Fahne statt des Union Jacks verwendet. Die Trophäe für den Sieger Michael Schumacher wurde von Rainier III., dem regierenden Fürsten von Monaco, überreicht. Den Pokal für den siegreichen Konstrukteur Ferrari nahm Jean Todt von Michel Boeri, dem Vorsitzenden des monegassischen Automobilclubs, entgegen. 
Häkkinen sicherte sich mit 1:22,259 Minuten die schnellste Runde. 
In der Fahrerwertung blieb Michael Schumacher vor Irvine. Alleiniger Dritter war nun Häkkinen. In der Konstrukteurswertung blieben die ersten drei Positionen unverändert. 

## Meldeliste
| Team                         | Nr. | Fahrer                | Chassis        | Motor                 | Reifen |
| ---------------------------- | --- | --------------------- | -------------- | --------------------- | ------ |
| West McLaren Mercedes        | 01  | Mika Häkkinen         | McLaren MP4/14 | Mercedes-Benz 3.0 V10 | B      |
| West McLaren Mercedes        | 02  | David Coulthard       | McLaren MP4/14 | Mercedes-Benz 3.0 V10 | B      |
| Scuderia Ferrari Marlboro    | 03  | Michael Schumacher    | Ferrari F399   | Ferrari 3.0 V10       | B      |
| Scuderia Ferrari Marlboro    | 04  | Eddie Irvine          | Ferrari F399   | Ferrari 3.0 V10       | B      |
| Winfield Williams            | 05  | Alessandro Zanardi    | Williams FW21  | Supertec 3.0 V10      | B      |
| Winfield Williams            | 06  | Ralf Schumacher       | Williams FW21  | Supertec 3.0 V10      | B      |
| Benson & Hedges Jordan       | 07  | Damon Hill            | Jordan 199     | Mugen-Honda 3.0 V10   | B      |
| Benson & Hedges Jordan       | 08  | Heinz-Harald Frentzen | Jordan 199     | Mugen-Honda 3.0 V10   | B      |
| Mild Seven Benetton Playlife | 09  | Giancarlo Fisichella  | Benetton B199  | Playlife 3.0 V10      | B      |
| Mild Seven Benetton Playlife | 10  | Alexander Wurz        | Benetton B199  | Playlife 3.0 V10      | B      |
| Red Bull Sauber Petronas     | 11  | Jean Alesi            | Sauber C18     | Petronas 3.0 V10      | B      |
| Red Bull Sauber Petronas     | 12  | Pedro Diniz           | Sauber C18     | Petronas 3.0 V10      | B      |
| Arrows                       | 14  | Pedro de la Rosa      | Arrows A20     | Arrows 3.0 V10        | B      |
| Arrows                       | 15  | Toranosuke Takagi     | Arrows A20     | Arrows 3.0 V10        | B      |
| Stewart Ford                 | 16  | Rubens Barrichello    | Stewart SF3    | Ford Cosworth 3.0 V10 | B      |
| Stewart Ford                 | 17  | Johnny Herbert        | Stewart SF3    | Ford Cosworth 3.0 V10 | B      |
| Gauloises Prost Peugeot      | 18  | Olivier Panis         | Prost AP02     | Peugeot 3.0 V10       | B      |
| Gauloises Prost Peugeot      | 19  | Jarno Trulli          | Prost AP02     | Peugeot 3.0 V10       | B      |
| Fondmetal Minardi Ford       | 20  | Luca Badoer           | Minardi M01    | Ford 3.0 V10          | B      |
| Fondmetal Minardi Ford       | 21  | Marc Gené             | Minardi M01    | Ford 3.0 V10          | B      |
| British American Racing      | 22  | Jacques Villeneuve    | BAR 01         | Supertec 3.0 V10      | B      |
| British American Racing      | 23  | Mika Salo             | BAR 01         | Supertec 3.0 V10      | B      |

## Klassifikation

### Qualifying
| Pos.                                                                       | Fahrer                | Konstrukteur       | Zeit     | Start |
| -------------------------------------------------------------------------- | --------------------- | ------------------ | -------- | ----- |
| 01                                                                         | Mika Häkkinen         | McLaren-Mercedes   | 1:20,547 | 01    |
| 02                                                                         | Michael Schumacher    | Ferrari            | 1:20,611 | 02    |
| 03                                                                         | David Coulthard       | McLaren-Mercedes   | 1:20,956 | 03    |
| 04                                                                         | Eddie Irvine          | Ferrari            | 1:21,011 | 04    |
| 05                                                                         | Rubens Barrichello    | Stewart-Ford       | 1:21,530 | 05    |
| 06                                                                         | Heinz-Harald Frentzen | Jordan-Mugen-Honda | 1:21,556 | 06    |
| 07                                                                         | Jarno Trulli          | Prost-Peugeot      | 1:21,769 | 07    |
| 08                                                                         | Jacques Villeneuve    | BAR-Supertec       | 1:21,827 | 08    |
| 09                                                                         | Giancarlo Fisichella  | Benetton-Playlife  | 1:21,938 | 09    |
| 10                                                                         | Alexander Wurz        | Benetton-Playlife  | 1:21,968 | 10    |
| 11                                                                         | Alessandro Zanardi    | Williams-Supertec  | 1:22,152 | 11    |
| 12                                                                         | Mika Salo             | BAR-Supertec       | 1:22,241 | 12    |
| 13                                                                         | Johnny Herbert        | Stewart-Ford       | 1:22,248 | 13    |
| 14                                                                         | Jean Alesi            | Sauber-Petronas    | 1:22,354 | 14    |
| 15                                                                         | Pedro Diniz           | Sauber-Petronas    | 1:22,659 | 15    |
| 16                                                                         | Ralf Schumacher       | Williams-Supertec  | 1:22,719 | 16    |
| 17                                                                         | Olivier Panis         | Prost-Peugeot      | 1:22,738 | 17    |
| 18                                                                         | Damon Hill            | Jordan-Mugen-Honda | 1:22,832 | 18    |
| 19                                                                         | Toranosuke Takagi     | Arrows             | 1:23,290 | 19    |
| 20                                                                         | Luca Badoer           | Minardi-Ford       | 1:23,765 | 20    |
| 21                                                                         | Pedro de la Rosa      | Arrows             | 1:24,260 | 21    |
| 22                                                                         | Marc Gené             | Minardi-Ford       | 1:24,914 | 22    |
| 107-Prozent-Zeit: 1:26,185 min (bezogen auf die Bestzeit von 1:20,547 min) |                       |                    |          |       |

### Rennen
| Pos. | Fahrer                | Konstrukteur       | Runden | Stopps | Zeit        | Start | Schnellste Runde |
| ---- | --------------------- | ------------------ | ------ | ------ | ----------- | ----- | ---------------- |
| 01   | Michael Schumacher    | Ferrari            | 78     | 1      | 1:49:31,812 | 02    | 1:22,288 (32.)   |
| 02   | Eddie Irvine          | Ferrari            | 78     | 2      | + 30,476    | 04    | 1:22,572 (62.)   |
| 03   | Mika Häkkinen         | McLaren-Mercedes   | 78     | 1      | + 37,483    | 01    | 1:22,259 (67.)   |
| 04   | Heinz-Harald Frentzen | Jordan-Mugen-Honda | 78     | 1      | + 54,009    | 06    | 1:22,471 (64.)   |
| 05   | Giancarlo Fisichella  | Benetton-Playlife  | 77     | 1      | + 1 Runde   | 09    | 1:23,473 (67.)   |
| 06   | Alexander Wurz        | Benetton-Playlife  | 77     | 1      | + 1 Runde   | 10    | 1:23,236 (68.)   |
| 07   | Jarno Trulli          | Prost-Peugeot      | 77     | 2      | + 1 Runde   | 07    | 1:23,646 (49.)   |
| 08   | Alessandro Zanardi    | Williams-Supertec  | 76     | 1      | + 2 Runden  | 11    | 1:23,294 (49.)   |
| 09   | Rubens Barrichello    | Stewart-Ford       | 71     | 1      | DNF         | 05    | 1:23,583 (55.)   |
| –    | Ralf Schumacher       | Williams-Supertec  | 54     | 1      | DNF         | 16    | 1:22,837 (47.)   |
| –    | Jean Alesi            | Sauber-Petronas    | 50     | 2      | DNF         | 14    | 1:23,417 (47.)   |
| –    | Pedro Diniz           | Sauber-Petronas    | 49     | 0      | DNF         | 15    | 1:22,637 (48.)   |
| –    | Olivier Panis         | Prost-Peugeot      | 40     | 1      | DNF         | 17    | 1:24,480 (24.)   |
| –    | David Coulthard       | McLaren-Mercedes   | 36     | 0      | DNF         | 03    | 1:22,883 (31.)   |
| –    | Mika Salo             | BAR-Supertec       | 36     | 0      | DNF         | 12    | 1:24,787 (31.)   |
| –    | Toranosuke Takagi     | Arrows             | 36     | 0      | DNF         | 19    | 1:26,482 (26.)   |
| –    | Jacques Villeneuve    | BAR-Supertec       | 32     | 0      | DNF         | 08    | 1:23,537 (31.)   |
| –    | Johnny Herbert        | Stewart-Ford       | 32     | 0      | DNF         | 13    | 1:24,919 (26.)   |
| –    | Pedro de la Rosa      | Arrows             | 30     | 0      | DNF         | 21    | 1:26,914 (23.)   |
| –    | Marc Gené             | Minardi-Ford       | 24     | 0      | DNF         | 22    | 1:26,864 (18.)   |
| –    | Luca Badoer           | Minardi-Ford       | 10     | 0      | DNF         | 20    | 1:28,691 (08.)   |
| –    | Damon Hill            | Jordan-Mugen-Honda | 3      | 0      | DNF         | 18    | 1:28,848 (03.)   |

## WM-Stände nach dem Rennen
Die ersten sechs des Rennens bekamen 10, 6, 4, 3, 2 bzw. 1 Punkt(e).

### Fahrerwertung
| Pos. | Fahrer                | Konstrukteur       | Punkte |
| ---- | --------------------- | ------------------ | ------ |
| 01   | Michael Schumacher    | Ferrari            | 26     |
| 02   | Eddie Irvine          | Ferrari            | 18     |
| 03   | Mika Häkkinen         | McLaren-Mercedes   | 14     |
| 04   | Heinz-Harald Frentzen | Jordan-Mugen-Honda | 13     |
| 05   | Ralf Schumacher       | Williams-Supertec  | 7      |
| 06   | Giancarlo Fisichella  | Benetton-Playlife  | 7      |
| 07   | David Coulthard       | McLaren-Mercedes   | 6      |
| 08   | Rubens Barrichello    | Stewart-Ford       | 6      |
| 09   | Damon Hill            | Jordan-Mugen-Honda | 3      |
| 10   | Alexander Wurz        | Benetton-Playlife  | 1      |
| 11   | Pedro de la Rosa      | Arrows             | 1      |
| 12   | Olivier Panis         | Prost-Peugeot      | 1      |

| Pos. | Fahrer             | Konstrukteur      | Punkte |
| ---- | ------------------ | ----------------- | ------ |
| 13   | Jean Alesi         | Sauber-Petronas   | 1      |
| 14   | Toranosuke Takagi  | Arrows            | 0      |
| 15   | Jarno Trulli       | Prost-Peugeot     | 0      |
| 16   | Mika Salo          | BAR-Supertec      | 0      |
| 17   | Alessandro Zanardi | Williams-Supertec | 0      |
| 18   | Luca Badoer        | Minardi-Ford      | 0      |
| 19   | Marc Gené          | Minardi-Ford      | 0      |
| 20   | Johnny Herbert     | Stewart-Ford      | 0      |
| –    | Pedro Diniz        | Sauber-Petronas   | 0      |
| –    | Jacques Villeneuve | BAR-Supertec      | 0      |
| –    | Ricardo Zonta      | BAR-Supertec      | 0      |
| –    | Stéphane Sarrazin  | Minardi-Ford      | 0      |

### Konstrukteurswertung
| Pos. | Konstrukteur       | Punkte |
| ---- | ------------------ | ------ |
| 01   | Ferrari            | 44     |
| 02   | McLaren-Mercedes   | 20     |
| 03   | Jordan-Mugen-Honda | 16     |
| 04   | Benetton-Playlife  | 8      |
| 05   | Williams-Supertec  | 7      |
| 06   | Stewart-Ford       | 6      |

| Pos. | Konstrukteur    | Punkte |
| ---- | --------------- | ------ |
| 07   | Arrows          | 1      |
| 08   | Prost-Peugeot   | 1      |
| 09   | Sauber-Petronas | 1      |
| 10   | BAR-Supertec    | 0      |
| 11   | Minardi-Ford    | 0      |